# 조인트

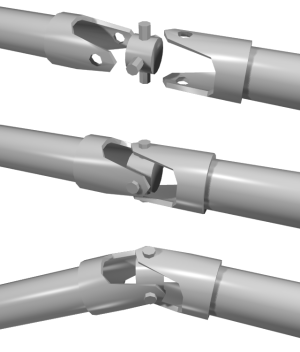
Kreuz- oder Kardangelenk

조인트 또는 커플링(영어: coupling)은 기계ㆍ기재의 결합이다. 2개의 축을 결합하되, 한쪽 축에서 다른 축으로 회전력을 전달하는 부분이다.
항상 결합한 형식을 영구축 조인트, 혹은 단순히 축조인트, 또 잠시 동안 결합하기도 하고 떼어놓기도 하는 형식의 것을 착탈축 조인트 또는 클러치라고 한다. 비교적 저속 회전인 경우에는 양축을 완전히 결합시켜, 양 축심이 부정확해지는 것을 막는 고정축조인트가 쓰인다. 구조는 간단하며, 통형, 플랜지형, 단조플랜지형 등의 종류가 있다.
실제 기계에서는 양축의 축심을 완전 일치는 매우 어렵다. 특히 고속 회전으로 고정축 조인트를 사용하면 근소한 축심의 빗나감이 있어도 축이나 축받이에 무리가 가기도 하고, 또 진동의 원인이 되기도 한다. 그래서 결합부에 고무나 가죽 등의 탄성체, 혹은 동축심인 톱니바퀴나 체인 등을 사이에 끼우고 근소한 축심의 부정확성을 허용할 수 있는 구조인 굽힘축조인트를 사용하는 것이 안전하다. 굽힘축조인트에는 다음과 같이 것이 있다.
플랜지형 굽힘축조인트에서는, 조인트 볼트에 고무, 또는 가죽인 부쉬를 쓰며, 그 변형에 의하여 사소한 축심의 부정확성도 피하고 있다. 접속 부분에 고무를 다량 사용한 것은 고무축조인트라 한다. 그 하나인 타이어형이다. 이것은 같은 크기에서는 플랜지형의 것보다 허용전달동력은 작으나 굽힘성이 크므로 축심의 부정확성이 비교적 큰 경우라든가 진동 흡수를 주안(主眼)으로 하는 경우에도 쓰인다.
톱니바퀴형축조인트(기어카플링)는 각축에 끼운 내통(內筒)에 있는 바깥톱니바퀴와 외통에 있는 안톱니바퀴를 맞물려서 회전력을 전달하는데, 바깥톱니의 톱니 끝과 치면에 부풀림(이것을 크라우닝이라 한다)을 줌으로써 축심이 어긋나는 것을 허용하도록 하고 있다. 체인축조인트도 각 부의 틈사이라든가 체인의 늘어남 또는 굽힘에 의해서 축심의 어긋남을 허용할 수가 있으며, 또 장치하거나 떼어내기가 수월하다.
2축이 한쪽으로 치우쳐진 상태에 있을 경우, 등각속도로 회전을 전하는 축조인트로서 올댐조인트가 있다. 이것은 원판 B의 양쪽 표면에, 각 축의 홈 A 및 C와 대우(對偶)하는 서로 직각을 이루는 돌기(突起)를 갖추고 있으며, 축 사이의 거리가 변동할지라도 정확한 전동을 할 수가 있다. 이것은 4절링크장치의 2개의 링크가 슬라이더화(化)한 특별한 경우라고 생각된다.

유니버설 조인트

서로 교차하는 2축 사이에서 회전을 전하는 촉조인트는 자재축(自在軸)조인트라고 하며, 각도가 변화해도 차질이 없다. 후크의 자채축조인트는 구면 링크장치의 일종이며, 십자조각(十字片) C를 각축단의 요크로 껴안는 형태로 되어 있다. 축이 이루는 각을 α라고 하면, 그 축이 회전하는 동안에 각속비가 {\displaystyle \cos } α로부터 사이에 변동하므로, 등속 회전을 얻고자 할 때에는 2개의 조인트를 사용한다. 1개의 자재축조인트로 등속회전을 전하고자 할 때 좌우의 요크로 4개의 볼을 품으며, 항상 2축 교각의 2등분선 위에 볼이 있도록 한 벤딕스형 자재축조인트라든가, 한편의 축끝 바깥홈과 다른쪽 축끝의 안홈의 사이에 볼을 몇 개 품은 형식인 배필드형 축조인트 등이 있다. 이것들은 자동차의 후차축 구동축의 조인트 등에 많이 쓰인다.

클러치에는 전동이 확실하게 행해지도록 한 맞물림클러치(갈고랑이클러치)와 마찰력을 이용하여 전동을 행함으로써 과부하가 되면 미끄러지도록 한 마찰클러치가 있다. 맞물림클러치의 예이며, 갈고랑이 사이의 덜걱거림으로 축심의 어긋남을 피할 수가 있으나, 회전중의 착탈은 충격이 크다. 마찰클러치는 회전중인 착탈이라도 충격이 작다.
마찰면의 형상에 따라 원추클러치·다판(多板)클러치·원주 클러치 등이 있다. 또 밀어붙이는 힘을 무엇으로 내느냐 하는 점으로 보면, 기계식·유압식·전자식 등이 있다. 또 원동축의 회전속도가 어떤 값 이상이 되면 작동하도록 한 원심클러치도 마찰클러치의 일례이다.

## 같이 보기
- 커플링 (부품)